# Олдридж, Тиони
Тиони В. О́лдридж (22 августа 1932 года, Афины, Греция — 21 января 2011 года, Стамфорд, Коннектикут, США) — американский арт-директор и художник по костюмам в театре и кино.

## Биография
Родилась в Греции, в Афинах. Она обучалась в Американской школе в Афинах и театре Гудмана в Чикаго.
Её первой работой на Бродвее стал дизайн костюмов для Джеральдины Пейдж в «Сладкоголосой птице юности» Теннесси Уильямса 1959 года. Олдридж получила «Оскар» и награду Британской академии за работу над фильмом 1974 года «Великий Гэтсби». На основе костюмов, созданных ею для фильма, была выпущена эксклюзивная коллекция одежды для магазина Блумингдейл на Манхэттене. В 2002 она получила награду фонда театрального развития имени Ирен Шарафф.
Была замужем за актёром Томом Олдриджем. Умерла в Коннектикуте 21 января 2011 года.

## Работы
| - Follies (2001) - Энни / Annie (1997) - The Three Sisters (1997) - The School for Scandal (1995) - Nick & Nora (1991) - The Secret Garden (1991) - Oh, Kay! (1990) - Gypsy (1989) - Шахматы / Chess (1988) - Dreamgirls (1987) - The Rink (1984) - La Cage aux Folles (1983) - Private Lives (1983) - Dreamgirls (1981) - Onward Victoria (1981) - Woman of the Year (1981) - 42-я улица / 42nd Street (1980) - Barnum (1980) - Ballroom (1979) - The Grand Tour (1979) - Annie (1977) - Трёхгрошовая опера / Threepenny Opera (1977) - The Belle of Amherst (1976) - Кордебалет / A Chorus Line (1975) - That Championship Season (1972) - Much Ado About Nothing (1972) - Two Gentlemen of Verona (1971) - The Only Game in Town (1968) - I Never Sang for My Father (1968) - Little Murders (1967) - Illya Darling (1967) - A Delicate Balance (1966) - Cactus Flower (1965) - Luv (1964) - Anyone Can Whistle (1964) - I Can Get It for You Wholesale (1962) - The Best Man (1960) |  | - The Rage: Carrie 2 (1999) - У зеркала два лица / The Mirror Has Two Faces (1996) - Клуб первых жён / The First Wives Club (1996) - Mrs. Winterbourne (1996) - Семейные ценности Аддамсов / Addams Family Values (1993) - Other People’s Money (1991) - Stanley & Iris (1990) - We’re No Angels (1989) - Власть луны / Moonstruck (1987) - Nutcracker: Money, Madness & Murder (1987) - Barnum! (1986) - Охотники за привидениями / Ghost Busters (1984) - Monsignor (1982) - Энни / Annie (1982) - Rich and Famous (1981) - Не останавливайте музыку / Can’t Stop the Music (1980) - Loving Couples (1980) - Поздняя любовь / Circle of Two (1981) - Роза / The Rose (1979) - Чемпион // The Champ (1979) - Глаза Лауры Марс / Eyes of Laura Mars (1978) - Дешёвый детектив / The Cheap Detective (1978) - The Fury (1978) - Semi-Tough (1977) - Телесеть / Network (1976) - Великий Гэтсби / The Great Gatsby (1974) - Promise at Dawn (1970) - I Never Sang for My Father (1970) - Last Summer (1969) - Up Tight! (1968) - Oedipus the King (1967) - You’re a Big Boy Now (1966) - The Three Sisters (1966) - Phaedra (1962) - Girl of the Night (1960) - Никогда в воскресенье (Pote tin Kyriaki) (1960) - Stella (1955) |

## Награды и номинации

### Награды
- 2000 Costume Designers Guild Awards — Приз за профессиональные достижения
- 1984 Тони — Лучший дизайн костюмов (La Cage aux Folles)
- 1984 Драма Деск — Выдающийся дизайн костюмов (La Cage aux Folles)
- 1981 Драма Деск — Выдающийся дизайн костюмов (42nd Street)
- 1980 Тони — Лучший дизайн костюмов (Barnum)
- 1979 Сатурн — Лучший костюм (Глаза Лауры Марс / Eyes of Laura Mars)
- 1977 Тони — Лучший дизайн костюмов (Annie)
- 1977 Драма Деск — Выдающийся дизайн костюмов (Annie)
- 1975 Оскар — Лучший дизайн костюмов (Великий Гэтсби / The Great Gatsby)
- 1975 BAFTA — Лучшие костюмы (Великий Гэтсби / The Great Gatsby)
- 1973 Драма Деск — Выдающийся дизайн костюмов (Much Ado About Nothing)
- 1972 Драма Деск — Выдающийся дизайн костюмов (Two Gentlemen of Verona)
- 1970 Драма Деск — Выдающийся дизайн костюмов (Peer Gynt)

### Номинации
- 2001 Тони — Лучший дизайн костюмов (Follies)
- 1994 Сатурн — Лучший костюм (Семейные ценности Аддамсов / Addams Family Values)
- 1991 Тони — Лучший дизайн костюмов (The Secret Garden)
- 1990 Тони — Лучший дизайн костюмов (Gypsy)
- 1987 Эмми — Выдающийся дизайн костюмов (телесериал Nutcracker: Money, Madness & Murder)
- 1982 Тони — Лучший дизайн костюмов (Dreamgirls)
- 1982 Драма Деск — Выдающийся дизайн костюмов (Dreamgirls)
- 1982 Эмми — Выдающийся дизайн костюмов (телевизионный мюзикл Alice at the Palace)
- 1981 Тони — Лучший дизайн костюмов (42nd Street)
- 1981 Драма Деск — Выдающийся дизайн костюмов (Onward Victoria)
- 1979 Тони — Лучший дизайн костюмов (Ballroom)
- 1979 Драма Деск — Выдающийся дизайн костюмов (Ballroom)
- 1977 Тони — Лучший дизайн костюмов (Threepenny Opera)
- 1976 Тони — Лучший дизайн костюмов (A Chorus Line)
- 1976 Драма Деск — Выдающийся дизайн костюмов (Trelawny of the Wells)
- 1974 Тони — Лучший дизайн костюмов (The Au Pair Man)
- 1973 Тони — Лучший дизайн костюмов (Much Ado About Nothing)
- 1972 Тони — Лучший дизайн костюмов (Two Gentlemen of Verona)
- 1963 Оскар — Лучший дизайн костюмов (Phaedra)
- 1961 Оскар — Лучший дизайн костюмов (Pote tin Kyriaki)
- 1961 Тони — Лучший дизайн костюмов (The Devil’s Advocate)